# Adelaida Ristori
Adelaida Ristori (Cividale, Friuli, 29 de gener, 1822 - Roma, Laci, 9 d'octubre, 1906) fou una actriu de teatre italiana.
Debutà molt jove al teatre i en aquest desplegà, primer en la comèdia i més tard en el drama, destacades dots a més d'un exterior atractiu. Després de casar-se, el 1847, amb el marquès Capranica del Grillo, deixà l'escena per algun temps, però el 1855 emprengué diversos viatges, i assolí extraordinaris èxits en els principals teatres italians i també a Viena, París, Londres i Berlín. El 1857 aconseguí el mateix èxit a Espanya (Teatre Circ Barcelonès) i el 1860 als Països Baixos i el 1861 a Rússia.
A París en el seu retorn, representà en francès la peça escrita per ella mateixa, Bèatrix de Legouvé, com també la Medea del mateix autor, en el qual paper la Ristori ja havia representat en la traducció de Montanelli. El 1864 triomfà igualment a Constantinoble, el 1867 als Estats Units, des d'on visità parts d'Amèrica Llatina, a principis de 1870, Austràlia i Anglaterra, i el 1879-80 Alemanya i Suècia.
Més tard emprengué de nou un viatge a Amèrica, al retorn del qual es retirà a la vida privada. Per espai de quaranta anys, la Ristori fou aclamada pels públics d'Europa i Amèrica com una de les artistes més grans de tots els temps. En efecte, per la seva figura, per la seva meravellosa sensibilitat, que sabia comunicar a l'espectador les més diverses emocions, per la seva harmoniosa veu i pel seu domini de l'escena, la Ristori va merèixer l'elevat concepte en què se la tenia, i això no tan sols en la vida artística, sinó també en la social.
A Espanya principalment, era popularíssima a mitjans del segle xix, tant per les seves estupendes creacions escèniques com per la bondat del seu cor. Ella mateixa explicava que, trobant-se a Madrid en temps d'Isabel II d'Espanya, s'assabentà, en acabar un acte de l'obra que representava, que l'endemà anava a ésser ajusticiat un reu. Precisament la reina es trobava en el teatre, i la gran actriu, vencent la seva natural emoció, anà a la llotja reial a demanar a la sobirana l'indult d'aquell desgraciat home. La reina, després de convèncer a Narváez, que s‘hi resistia per haver-ho ja negat en diverses Comissions, signà l'indult, i, en estendre's pel teatre la notícia, la Ristori fou objecte de l'ovació més clamorosa que havia escoltat en la seva vida.
Un acte semblant portà a terme a Xile anys més tard. La famosa actriu va escriure la seva autobiografia amb el títol de Ricordi artistici (Torí, 1887). El 1902 se celebraren grans festivals en els principals teatres d'Itàlia per a commemorar el 80è aniversari del seu naixement.